# Karel van Lannoy

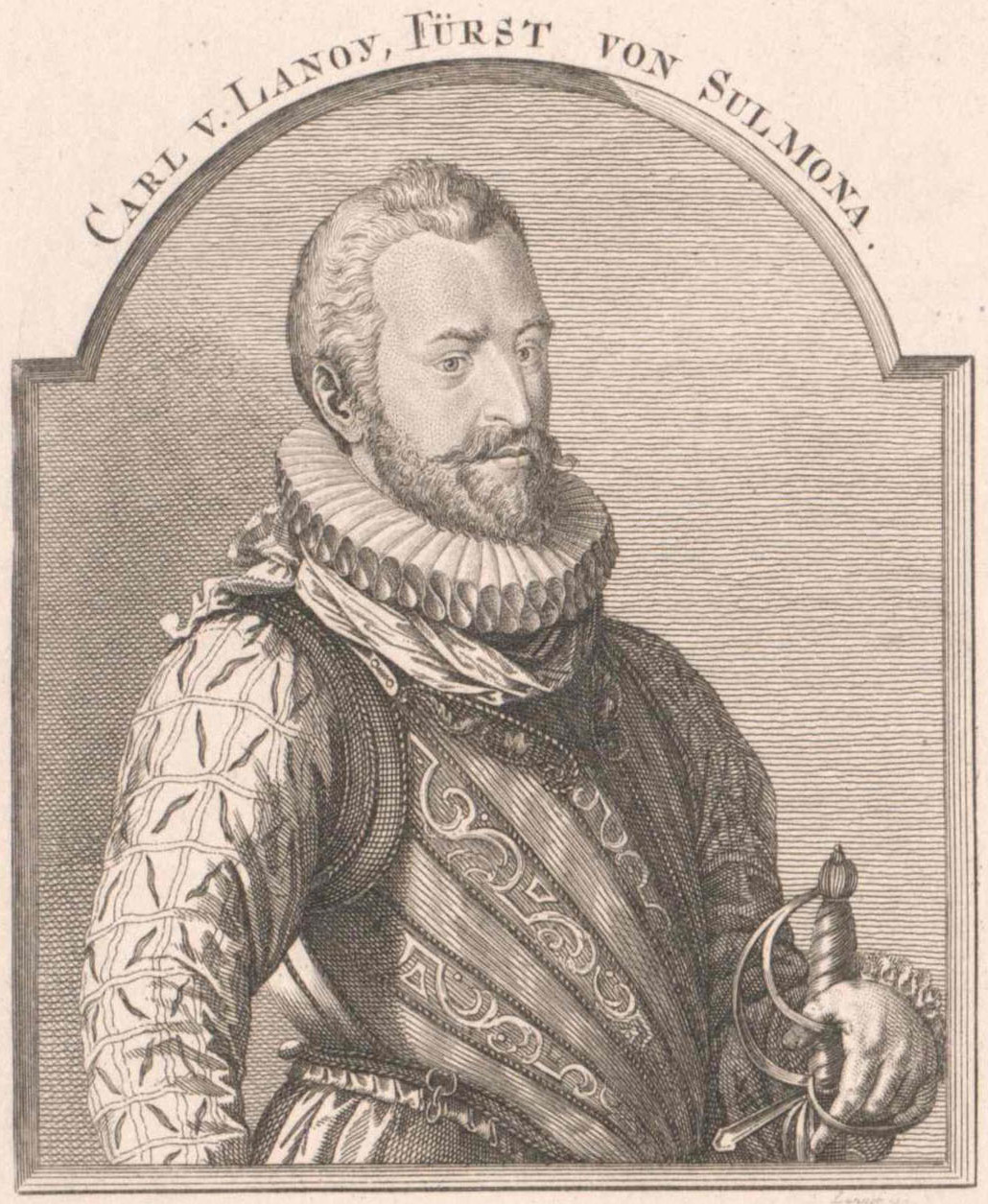
Portretgravure

Karel van Lannoy, of in zijn moedertaal Charles de Lannoy, graaf van het Heilig Roomse Rijk, eerste prins van Sulmona en Ortonamare (Valenciennes, ca. 1485 – Gaeta, 23 september 1527) was een Vlaamse edelman uit het geslacht Lannoy en een officier in dienst van de Habsburgse keizers. Hij was een vertrouweling van Karel V, die hem onderkoning van Napels maakte (1522-1527) en opperbevelhebber in de Italiaanse Oorlog. In de beroemde Slag bij Pavia viel koning Frans I van Frankrijk in zijn handen.

## Leven
Karel was een zoon van Jan IV van Lannoy () en Philipotte de Lalaing (). Hij verloor zijn ouders op jonge leeftijd en werd schildknaap aan het Hof van Brussel. Hij vergezelde Filips de Schone in 1501 naar Spanje. In 1509 trouwde hij met Françoise d'Entremont de Montbel, een hofdame van Margaretha van Oostenrijk. Ze kregen samen zeven kinderen, met Filips Karel als oudste zoon. 
Karel van Lannoy nam deel aan verschillende veldtochten onder keizer Maximiliaan I. Hij werd in 1515 opgenomen in de Geheime Raad en in 1516 in de Orde van het Gulden Vlies. Met Willem II van Croÿ behoorde hij tot de naaste medewerkers van keizer Karel aan het begin van diens regeerperiode. Ze waren samen opgegroeid en vooral in militaire aangelegenheden genoot hij het vertrouwen. In 1521 werd hij stadhouder van Doornik. Deze functie droeg hij nog datzelfde jaar alweer over aan Filips van Lannoy, omdat hij naar de overkant van de Alpen werd geroepen.
Vanwege de Italiaanse Oorlog tegen koning Frans I van Frankrijk werd Karel van Lannoy in 1522 aangesteld tot onderkoning van Napels. Zijn tijd werd opgeslorpt door oorlog, aan regeren zou hij nauwelijks toekomen. In opdracht van de keizer onderhandelde hij met paus Adrianus VI over de hertekening van de bisdommen in de Nederlanden, maar de dood van Adrianus kelderde dit plan. Militair veroverde hij Milaan en Genua op de Fransen, maar verloor hij Rhodos aan de Ottomanen. Het volgende jaar stierf grootmaarschalk Prospero Colonna en nam Lannoy het opperbevel over het keizerlijke leger in Noord-Italië. Hij overwon in de Slag bij Sesia. In 1524 slaagde hij er net niet in om Marseille in te nemen. Toen de Fransen een tegenoffensief lanceerden en Pavia belegerden, kwam Lannoy met cavalerie-eenheden de stad ontzetten vanuit Napels. Om de soldij te kunnen betalen, verpandde hij de inkomsten van Napels. In de buurt van Pavia verenigde hij zich met Avalos en Bourbon. De Slag bij Pavia vond plaats in 1525. Dankzij een vaardig manoeuvre slaagde Lannoy erin om de Fransen tussen zijn troepen en hun eigen artillerie te krijgen. Dit was niet alleen beslissend voor de veldslag, maar het leidde ook tot de gevangenname van Frans I. 
Lannoy drong er bij de keizer op aan om in Italië de politieke vruchten van de overwinning te komen plukken, maar zonder gevolg. Er was meningsverschil onder de keizerlijke adviseurs over hoe de zege te gebruiken: Frankrijk opdelen of territoriale concessies afdwingen in ruil voor vrijlating. Lannoy was verzoenend en stond in het tweede kamp. Na een goed gesprek met Frans I bracht hij zijn gevangene van Lombardije naar Genua, waar hij in weerwil van zijn instructies niet inscheepte naar Napels, maar koers zette naar Spanje. Terwijl de vorst opgesloten zat in het Alcázar en Europa zich tegen de keizer verenigde, dachten de adviseurs in Madrid na over hun territoriale eisen. Waar Mercurino di Gattinara de oude droom van Bourgondië koesterde, was Lannoy pragmatischer: hij wilde Milaan en Genua om de verspreide Habsburgse gebieden te linken. Uiteindelijk werd een combinatie van deze voorwaarden in het Verdrag van Madrid opgenomen. Frans I zwoer plechtige eden, ook tegenover Lannoy, maar had in het geheim door een notaris laten akteren dat hij al wat onder dwang was toegestaan niet zou honoreren. Behalve in gebiedsoverdracht voorzag het verdrag ook in een huwelijk van Frans I met Karels zuster Eleonora. Lannoy zocht de vorst op in zijn slaapkamer en sloot de echtverbintenis met de handschoen.
De Franse koning kwam in maart 1526 vrij en deed vervolgens niets om de vredesvoorwaarden uit te voeren. Lannoy en Moncada – twee mannen bij wie Frans moreel in het krijt stond – werden naar Parijs gestuurd. Ze kregen te horen dat de koning zich niet gebonden voelde door het verdrag. Erger nog, hij begon weer oorlog en sloot daarvoor de Liga van Cognac met de paus, Venetië en andere Italiaanse staten. Lannoy wierf in Spanje negenduizend man en scheepte in naar Lombardije, maar Andrea Doria onderschepte de vloot en dwong haar terug te plooien op Napels. Aan land kruiste Lannoy de wapens met het pauselijke leger en leed hij een nederlaag bij Frosinone. Zijn aanbod van een wapenstilstand werd afgeslagen, tot Bourbon zich in beweging zette en paus Clemens VII zich op 25 maart 1527 alsnog bereid toonde tot een staakt-het-vuren van acht maanden. 
De paus demobiliseerde, maar dat was prematuur omdat Bourbon – vermoedelijk op instructie van de keizer – de overeenkomst niet erkende. Zijn troepen rukten in sneltempo op, plunderden Rome meedogenloos en namen de paus gevangen. Bourbon was bij de inname gesneuveld en Lannoy probeerde vergeefs diens vaak lutherse landsknechten te doen ophouden. Ontmoedigd ging hij terug naar Napels. Hoewel de keizer de door Lannoy gesloten wapenstilstand afwees, gaf hij hem volmachten over oorlog en vrede. Hij kon er geen gebruik van maken, want in Aversa werd hij ingehaald door de pest. Zijn vrouw kwam hem verzorgen en hij werd er weggevoerd, maar het baatte niet. Hij overleed in Gaeta (sommigen zeggen Aversa) en kreeg een graftombe in de Sant'Anna dei Lombardi te Napels.

## Titels en bezittingen
In 1511 kocht Lannoy het Kasteel ter Ham in Steenokkerzeel, waar zijn kinderen werden geboren. In de Naamsestraat in Brussel liet hij rond 1516 een huis bouwen, dat later moest wijken voor het karmelietessenklooster. Voorts bezat hij onder meer de heerlijkheden Senzeille en Mingoval. Als dank voor zijn diensten maakte keizer Karel hem in 1526 graaf van Lannoy en Asti, en prins van Sulmona.